# Timkó Iván
Timkó Iván (Szopkóc, 1849. november 11. – Budapest, 1910. december 24.) műfordító.

## Pályája
Középiskolai tanulmányait az eperjesi főgimnáziumban végezte el 1871-ben. Egyéves önkéntes katonai szolgálat után Budapestre ment, hogy tanulmányait folytassa, de anyagi támogatás hiányában tervéről le kellett mondania. A királyi táblánál volt két évig napdíjas, később pedig mint járulnokot alkalmazták. 1875-ben a honvédelmi minisztériumhoz irodatisztté nevezték ki, később ugyanott segédhivatali igazgatóvá.
Elhunyt 1910. december 24-én; a Farkasréti temetőben december 26-án temették el a görögkatolikus egyház szertartása szerint.
Regényt, elbeszélést fordított orosz eredetiből, melyek nagyobb részt a hírlapokban jelentek meg. A Ludovika Akadémia Közlönyében több cikke jelent meg (1882–1883., 1887–1888).

## Munkái
- Korunk hőse. Lermontov után orosz eredetiből ford. Budapest, 1879. (Ruby Miroszlávval együtt).
- Tavaszi hullámok. Regény. Turgenyev Iván után ford. Uo. 1880. (Olcsó Könyvtár 114.).
- Boldogtalan. Regény. Turgenyev Iván után orosz eredetiből ford. Uo. 1880. (M. Könyvesház 66., 67).
- Szeretett. Orosz beszély. Kochanovszkyné után ford. Uo. 1881. (Olcsó K. 131).
- A kor gyermekei. Regény. Krasevski I. J. után oroszból ford. Uo. 1882.
- Az örökös férj. Regény. Dosztojevski Tivadar után oroszból ford. Uo. 1882. (Előbb a Pesti Hirlapban).
- Az életből. Dorosenko Péter után ford. oroszból. Uo. 1884. (Előbb a P. Hirlapban).
- Egy halottasház emlékiratai. Regény Dosztojevski Iván után oroszból ford. Uo. 1890.

Timkó Iván fordításában jelent meg 1888-ban Dosztojevszkij A Karamazov testvérek című regénye is.